# Olympische Götter

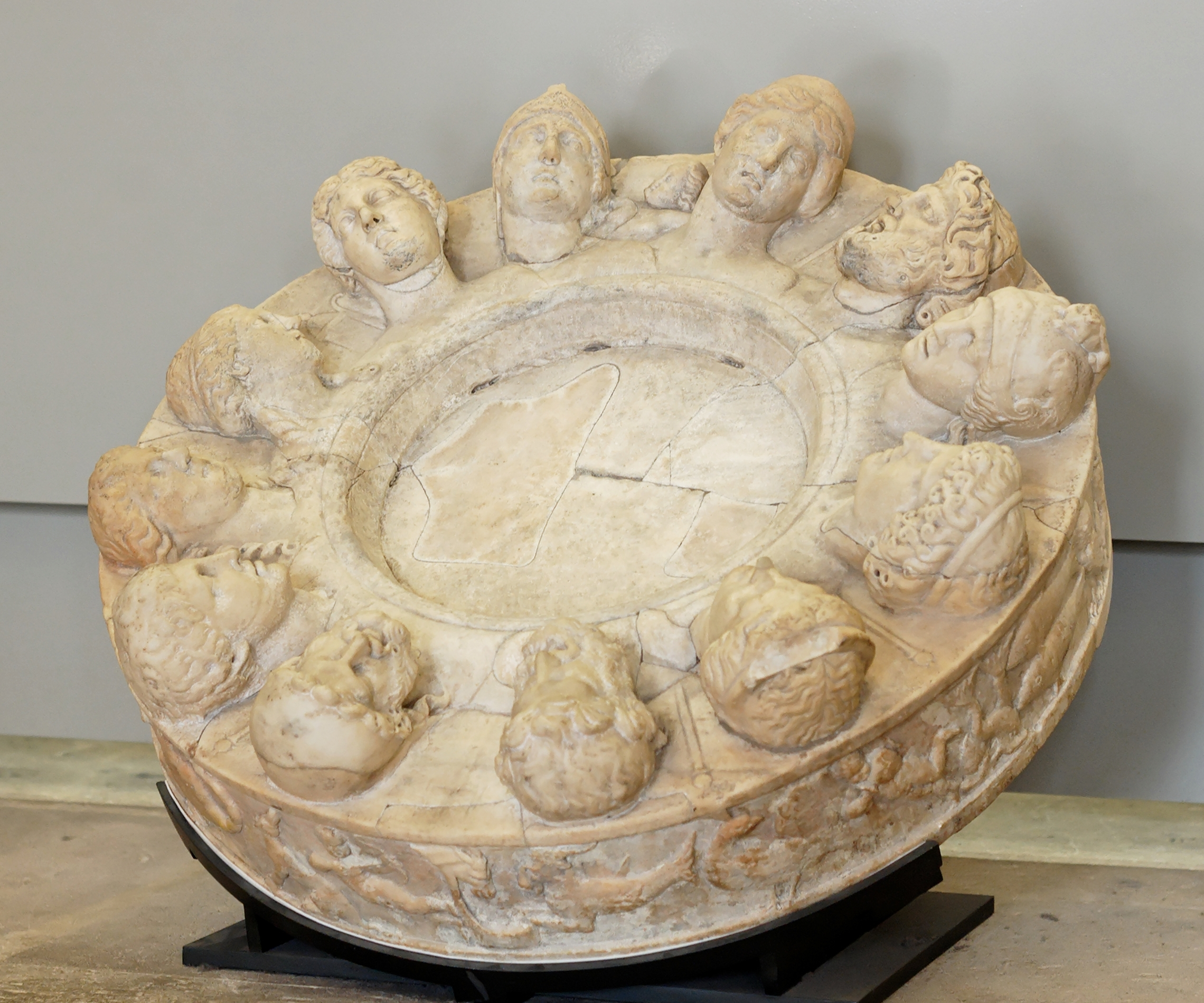
Zwölf-Götter-Altar (Louvre, Paris), 1. Jahrhundert n. Chr.

Als olympische Götter (auch Olympier, Olympioi) werden in der griechischen Mythologie die zwölf Götter des Olymps (die Zwölfgötter, altgriechisch Δωδεκάθεοι Dōdekátheoi) oder in weiter gefasster Bedeutung sämtliche Hauptgötter bezeichnet.

## Olympier im engeren Sinn
Als Olympier im engen Sinne werden nur jene Götter bezeichnet, die auf dem Olymp residieren. Olympier sind demgemäß Zeus, Poseidon, Hera, Demeter, Apollon, Artemis, Athene, Ares, Aphrodite, Hermes, Hephaistos und Hestia. Dies sind neben Zeus vier seiner Geschwister und sieben seiner Kinder. Hera ist zugleich Schwester und Gattin des Zeus.
Nicht zu ihnen zählen Hades und seine Gemahlin Persephone, die in der Unterwelt herrschen, Hebe, die als Mundschenk wirkt, und Eileithyia, die Göttin der Geburt. Ebenfalls nicht dazu gehören die beiden Gottheiten mit einer sterblichen Mutter, Herakles und Dionysos, obwohl sie schließlich in den Olymp aufgenommen wurden.
Wie bei den Griechen gab es auch bei den Etruskern und Römern eine Zwölfzahl von Göttern, die mit den griechischen Göttern weitgehend identifiziert wurden, siehe Dei Consentes.

## Olympier im weiteren Sinn
Zu den Olympioi als Göttergeschlecht, das nach dem Sturz des Kronos und der Titanen herrschte, werden unabhängig vom Wohnsitz neben Zeus selbst alle seine Geschwister und Kinder gerechnet:
- die fünf Geschwister des Zeus: Hera, Hades, Hestia, Poseidon und Demeter
- die zehn göttlichen Kinder des Zeus:
  - Ares, Hephaistos, Hebe, Eileithyia (Kinder von Hera)
  - Artemis und Apollon (Kinder von Leto)
  - Hermes (Sohn von Maia)
  - Athene (Tochter von Metis)
  - Persephone (Tochter von Demeter)
  - Aphrodite (Tochter von Dione)

- zwei Kinder, die Zeus mit sterblichen Frauen gezeugt hat und die später in den Olymp aufgenommen wurden:
  - Herakles (Sohn von Alkmene)
  - Dionysos (Sohn von Semele)

Die wichtigsten Verwandtschaftsbeziehungen, Funktionen und Attribute sind in der folgenden Tabelle zusammengefasst.
| Griechischer Name                 | Römischer Name | Verwandtschaftsbeziehungen zu anderen Göttern, Funktion, Besonderheiten | Attribute                                                                            | Bild |
| --------------------------------- | -------------- | --- | ------------------------------------------------------------------------------------ | ---- |
| Zeus Ζεύς (Zeús)                  | Jupiter        | Göttervater, Herrscher über Himmel, Blitz und Donner; jüngster Sohn des Kronos und der Rhea; jüngerer Bruder von Poseidon, Hades, Hera und Demeter; Vater von Athene, Apollon, Artemis, Ares, Hermes, Dionysos, Herakles; sein Planet ist der Jupiter                                                                          | Adler, Blitzbündel, Zepter                                                           |      |
| Poseidon Ποσειδῶν (Poseidṓn)      | Neptun         | Gott des Meeres, der Erdbeben und Pferde; älterer Bruder des Zeus; Sohn des Kronos und der Rhea; zeugte mit der sterblichen Kleito fünf Zwillingsbrüderpaare; verheiratet mit Amphitrite; Vater des Triton; sein Planet ist der Neptun                                                                                         | Dreizack, Streitwagen, Delfin                                                        |      |
| Hera Ἥρα (Hḗra)                   | Juno           | Familien-Göttin, zuständig für Hochzeit, Mutterschaft und Geburt; Helferin in den Nöten der Entbindung; eifersüchtige Gattin und Schwester des Zeus; Mutter von Ares, Hephaistos, Hebe und Eileithyia | Pfau, Kuckuck, königliche Kopfbinde, Granatapfel, Getreide                           |      |
| Demeter Δημήτηρ (Dēmḗtēr)         | Ceres          | Erdgöttin, Schwester des Zeus, Muttergöttin, Fruchtbarkeitsgöttin; dreifaltige Göttin in den Manifestationen Jungfrau, Mutter und Alte Frau; Schwester und Geliebte des Zeus; Mutter der Persephone und des Plutos; in der Kunst eng verbunden mit der Tochter und deren Gatten Hades;                                         | goldener Ährenkranz, Fackel, Korb mit Pfirsichen oder Blumen, Labrys (Doppelaxt)     |      |
| Apollon Ἀπόλλων (Apóllōn)         | Apollo         | Gott der Poesie, des Lichtes, der Pest und der Prophetie; Musenführer (Beiname: Musagetes); gleichgesetzt mit dem Sonnengott Phoibos; Sohn des Zeus und der Titanin Leto; Vater des Asklepios; Zwillingsbruder der Artemis; sein Himmelskörper ist die Sonne                                                                   | Kithara (Saiteninstrument), Pfeil und Bogen                                          |      |
| Artemis Ἄρτεμις (Ártemis)         | Diana          | Jungfräuliche Göttin der Jagd und des Mondes (zusammen mit Selene); Tochter des Zeus und der Leto; Zwillingsschwester des Apollon; keinem Manne untertan, sondern frei und kinderlos; ihr Himmelskörper ist der Mond | Pfeil und silberner Bogen, Köcher, Wermutkraut, Hirschkuh, Mondsichel                |      |
| Athene Ἀθηνᾶ (Athēná)             | Minerva        | Dem Haupte des Zeus entsprungene jungfräuliche Göttin der Weisheit, Schutzherrin der Helden, der Städte, des Ackerbaus, der Künste und Wissenschaften, des weiblichen Handwerks, des Krieges und des Friedens; Stadtgöttin Athens                                                                                              | Eule, Ölbaum, Helm, Speer, Schild (mit Gorgoneion), Aegis (mit Gorgoneion), Schlange |      |
| Ares Ἄρης (Árēs)                  | Mars           | Gott des Krieges und der Schlachten; Sohn des Zeus und der Hera; Vater von Deimos und Phobos; ehebrecherische Liebesbeziehung zu Aphrodite; sein Himmelskörper ist der Planet Mars | Fackel, Hund und Geier, Speer, Schild, Helm                                          |      |
| Aphrodite Ἀφροδίτη (Aphrodítē)    | Venus          | Göttin der Liebe und Schönheit; geboren aus dem Schaum, den Blut und Samen aus dem Glied des Uranos bildete, nachdem Kronos es seinem Vater abgeschnitten und ins Meer geworfen hatte; Gemahlin des Hephaistos; ihr Planet ist die Venus                                                                                       | Magischer Gürtel, Schwan, Gans, Taube, Rose, Muschel, Gürtel, Spiegel, Myrte, Apfel  |      |
| Hermes Ἑρμῆς (Hermḗs)             | Mercurius      | Gott der Diebe, des Handels und der Reisenden; Götterbote; Sohn des Zeus und der Nymphe Maia; Vater des Pan, des Daphnis, des Hermaphroditos, des Abderos und des Autolykos; sein Planet ist der Merkur | Flügelkappe, Flügelschuhe, Hermesstab, Reisehut                                      |      |
| Hephaistos Ἥφαιστος (Hḗphaistos)  | Vulcanus       | Gott der Vulkane, des Feuers, der Schmiedekunst und der Architektur (baute den Göttern ihre Paläste und gab den Menschen die Hausbaukunst); schmiedete mit den Zyklopen für Zeus die Donnerkeile; Sohn von Zeus und Hera; von Hera vom Olymp geschleudert und seitdem lahm; verheiratet mit Aphrodite, die ihn mit Ares betrog | Schmiedehammer bzw. -zange, Beil, Pilos (Handwerkerkappe)                            |      |
| Hestia Ἑστία (Hestía)             | Vesta          | Jungfräuliche Göttin des Herdfeuers und der Familieneintracht; älteste Schwester des Zeus | Palladion                                                                            |      |
| Dionysos Διόνυσος (Diónysos)      | Bacchus        | Gott des Weines und der Ekstase; jüngster der großen Götter; Sohn des Zeus, der ihn mit Demeter, Io, Dione, Persephone, Lethe oder Semele gezeugt hat; später in den Kreis der Olympier aufgenommen | Weinranken und Weintrauben, Reh- oder Pantherfell                                    |      |
| Hades Ἅιδης (Hádēs)               | Pluto          | Bruder des Zeus; bemächtigte sich durch Raub der Persephone; Herrscher der Unterwelt; seine Begleiter sind Thanatos „der Tod“ und Hypnos „der Schlaf“ | Fruchtmaß, Füllhorn, Stab; mehrköpfiger Kerberos                                     |      |
| Persephone Περσεφόνη (Persephónē) | Proserpina     | Tochter des Zeus und der Demeter; Königin der Unterwelt; muss einen Teil des Jahres bei Hades verbringen, während dessen die Erde unfruchtbar bleibt; Beiname Kore (Κόρη = „Tochter“) | königliche Insignien und Fackel                                                      |      |
| Herakles Ἡρακλῆς (Hērāklḗs)       | Herkules       | Beschirmer der Sportstätten und Paläste; berühmt für seine zwölf Arbeiten; Sohn von Zeus und Alkmene | Löwenfell, Keule, Bogen und Köcher                                                   |      |
| Hebe Ἥβη (Hḗbē)                   | Iuventas       | Göttin der Jugend; Mundschenk der Götter, denen sie Nektar und Ambrosia reicht; später von Ganymed abgelöst; Tochter von Zeus und Hera; Schwester des Ares und des Hephaistos; Frau des Herakles, nachdem dieser in den Olymp erhoben worden war                                                                               |                                                                                      |      |